# Кіддер Тауншип (округ Карбон, Пенсільванія)
Кіддер Тауншип (англ. Kidder Township) — селище (англ. township) в США, в окрузі Карбон штату Пенсільванія. Населення — 1791 особа (2020).

## Демографія
Згідно з переписом 2010 року, у селищі мешкало 1935 осіб у 903 домогосподарствах у складі 553 родин. Було 2845 помешкань
Расовий склад населення:
| - 95,3 % — білих - 2,0 % — чорних або афроамериканців - 0,7 % — азіатів - 0,3 % — корінних американців |

До двох чи більше рас належало 1,1 %. Частка іспаномовних становила 5,0 % від усіх жителів.
За віковим діапазоном населення розподілялося таким чином: 16,5 % — особи молодші 18 років, 58,7 % — особи у віці 18—64 років, 24,8 % — особи у віці 65 років та старші. Медіана віку мешканця становила 50,4 року. На 100 осіб жіночої статі у селищі припадало 109,6 чоловіків;  на 100 жінок у віці від 18 років та старших — 109,1 чоловіків також старших 18 років.
Середній дохід на одне домашнє господарство  становив 67 580 доларів США (медіана — 52 177), а середній дохід на одну сім'ю — 79 189 доларів (медіана — 58 438). Медіана доходів становила 60 278 доларів для чоловіків та 30 682 долари для жінок. За межею бідності перебувало 5,4 % осіб, у тому числі 7,8 % дітей у віці до 18 років та 1,2 % осіб у віці 65 років та старших.
Цивільне працевлаштоване населення становило 784 особи. Основні галузі зайнятості: освіта, охорона здоров'я та соціальна допомога — 19,6 %, роздрібна торгівля — 16,1 %, мистецтво, розваги та відпочинок — 14,2 %.